# Trancefer
Trancefer – 13. album studyjny (14. w ogóle) Klausa Schulzego, wydany 1 października 1981 roku w Niemczech nakładem wytwórni Innovative Communication. Kilkakrotnie wznawiany, w tym 17 listopada 2006 roku nakładem Revisited Records jako CD z dwoma dodatkowymi, wcześniej niewydanymi utworami.

## Album

### Historia
Dzięki współpracy ze Stomu Yamashtą i jego projektem GO Klaus Schulze nawiązał kontakt z perkusistą Michaelem Shrievem. Okazja do ich wspólnego muzykowania nadarzyła się podczas koncertu GO w Paryżu, gdy do końca pozostało 20 minut, które Schulze wypełnił swoimi improwizacjami. W tym czasie wszedł na salę Schrieve i również zaczął improwizować na swojej perkusji. Po zakończeniu wspólnej sesji Schulze zaproponował mu udział w realizacji swoich płyt: Time Actor 1979, Tonwelle (1981, obu wydanych pod pseudonimem Wahnfried), a także Trancefer i Audentity (1983). Shrieve przyjął ofertę. Schulze nagrał Trancefer w 1981 roku w swoim studiu w Hambühren. W jego realizacji wziął udział również wiolonczelista Wolfgang Tiepold. Album został wydany jako płyta winylowa 1 października tego samego roku nakładem wytwórni Innovative Communication. Jako płyta kompaktowa ukazał się po raz pierwszy w 1984 roku nakładem wytwórni Brain.

### Lista utworów
| 1. | Few Minutes After Trancefer | 18:50 |
|    |                             |       |
|    |                             | 18:50 |
|    |                             |       |

| 1. | Silent Running | 18:45 |
|    |                |       |
|    |                | 18:45 |
|    |                |       |

| 1. | A Few Minutes After Trancefer | 18:20 |
|    |                               |       |
| 2. | Silent Running                | 18:57 |
|    |                               |       |
|    |                               | 37:17 |
|    |                               |       |

### Informacje
- Klaus Schulze – kompozycja, muzyka, wykonanie, nagranie, produkcja, miksowanie, cyfrowy mastering
- Michael Shrieve – instrumenty perkusyjne
- Wolfgang Tiepold – wiolonczela
- obraz z wideo – Klaus Schulze i Claus Cordes
- okładka (tylna strona) – Michael Weisser
- tłoczenie w lakierze – A (Horst Angenendt)

### Wznowienie (2006, 2016)
Album został wydany ponownie 17 listopada 2006 roku nakładem Revisited Records jako CD z 2 dodatkowymi utworami, będącymi alternatywnymi wersjami pierwotnych utworów. Według wyjaśnień Schulzego „różne miksy zostały użyte do limitowanych specjalnych tłoczeń odpowiednio 33 i 45 obrotów na minutę”. Dźwięk miał być lepszy, a bas „bardziej intensywny”. 
| 1. | A Few Minutes After Trancefer                        | 18:23   |
|    |                                                      |         |
| 2. | Silent Running                                       | 18:58   |
|    | Bonus tracks:                                        |         |
| 3. | A Few Minutes After Trancefer (Version 33 Halfspeed) | 18:17   |
|    |                                                      |         |
| 4. | Silent Running (Version 45)                          | 19:07   |
|    |                                                      |         |
|    |                                                      | 1:14:45 |
|    |                                                      |         |
- Michael Schmitz – koordynator wznowienia
- Klaus D. Mueller – producent wznowienia, zdjęcia
- Thomas Ewerhard – layout wznowienia
- Klaus D. Mller – zdjęcia
- książeczka dołączona do albumu:
  - kdm (str. 19),
  - Albrecht Piltz (cytaty z wywiadu z Klausem Schulzem z listopada 2005 roku)
- Markus Schurr, Matt Goodluck – tłumaczenia tekstów książeczki

Kolejne wznowienie (tej samej wersji) ukazało się 18 marca 2016 roku nakładem niemieckiej wytwórni MIG (Made In Germany), specjalizującej się we wznowieniach.

## Opinie krytyków
Jim Brenholts z AllMusic uważa, że Trancefer to „ to doskonała demonstracja tego, co muzyczny geniusz może zrobić z analogowym sprzętem i najnowocześniejszymi technikami”. Klaus Schulze zbudował masywny pejzaż dźwiękowy bez luk, z metalicznymi teksturami i zimnymi barwami. Subtelna atmosfera dobrze współgra z głębokimi sekwencjami” – konkluduje autor.
Zdaniem Jochena Königa z Musikreviews.de „Podobnie jak większość cyfrowych produkcji Klausa Schulzego, Trancefer ma bardzo perkusyjny charakter. Michael Shrieve tka precyzyjny, rytmiczny gobelin, od czasu do czasu wspomagany przez wiolonczelistę Tiepolda, który poza tym odpowiada za elementy „klasyczne”. (...). Może jest nieco bardziej zimowo niż na poprzednich albumach, ale Trancefer nie traci też swojego zasadniczego, mrocznego ciepła”.